# 세계혁명낭인
세계혁명낭인(일본어: 世界革命浪人 세카이카쿠메이로닌[*])이란 오오타 류가 만든 조어로, 세계 소비에트 사회주의 공화국(이하 "공화국")의 수립운동을 위해 “세계혁명”의 이념을 전파하는 자를 가리킨다.
오오타 류의 정의에 따르면, 다른 신좌파들처럼 떼로 행동하는 것이 아니라, 단신으로 “변경최심부”에 침투해 “현대문명”에 사로잡힌 자기를 변혁하고, 새로운 원시공산제의 가치관을 익히고 자기 가까이 있는 궁민들을 규합하여 단번에 반격에 돌아설 투쟁을 조직하는 자를 “세계혁명낭인”이라고 한다. 
구체적으로는 아이누 혁명론과 오키나와 독립운동을 부추기는 것으로써 일본의 민족 문제를 의도적으로 심화, 과격화시키고 아이누와 오키나와인의 반일배외주의 에너지를 “세계혁명”의 원동력으로 삼기 위해 활동하는 것이다. 주창자인 오오타는 아이누모시리를 자기가 뛰어든 “변경최심부”라고 했다.

## 세계혁명낭인이 되기 위한 제반사항
세계혁명낭인이 되고자 하는 자는 다음의 여러 요구 사항을 겸비해야 한다.
가족제도의 부정
남편, 아내, 자식, 애인이 있는 자는 “사유재산의 긍정”을 몸소 체현하고 있는 자이기에, 가장 먼저 부정되어야 한다. 다만 성욕을 전면 부정하며 금욕을 강요하는 것은 아니고, “하룻밤 관계” 같은 임시 파트너의 존재는 인정한다. 그 결과 탄생한 자녀는 모친으로부터 떼어놓아 공화국 당국이 책임지고 양육한다.
사유재산의 부정
전항에서 소유된 인간관계 외에도 일체의 동산과 부동산을 소유하는 것도 물론 부정된다. 이미 소유하고 있는 자는 그 권리를 포기해야 하고, 공화국을 위해 공동사용해야 한다.
마약・알코올의 금지
의사의 처방이라는 정당한 이유 없이 마약이나 알코올을 사용해서는 안 된다. 이러한 의존증 환자는 세계혁명낭인이 될 자격이 없다.
다국어 가능자
세계혁명낭인은 세계를 무대로 한 투쟁을 해야 하기 때문에 최소한 모국어를 포함해 4개 이상의 언어를 습득해야 한다. 예를 들어 일본을 투쟁의 거점으로 하는 사람은 일본어, 조선어, 류큐어, 아이누어를 습득해야 한다.
기동성
공화국 당국으로부터 지령을 받으면 24시간 이내에 다른 장소로 이동할 준비를 완료해야 한다.
정작 주창자인 오오타 류는 1973년 무렵에 “사유재산의 긍정”인 결혼을 하고, 그 아내와 “임시 파트너”가 아닌 “일생의 동반자”로 해로했다.